# شهرستان سانتای
شهرستان سانتای (به لاتین: Santai County) یک شهرستان‌های جمهوری خلق چین در چین است که در میانیانگ واقع شده‌است.